# Bendy and the Ink Machine
Bendy and the Ink Machine er et videospil som handler om en person der hedder Henry Stein, som vandrer rundt i dybet af Joey Drew studios.